# Euphyia anthracinata
Euphyia anthracinata är en fjärilsart som beskrevs av Achille Guenée 1858. Euphyia anthracinata ingår i släktet Euphyia och familjen mätare. Inga underarter finns listade i Catalogue of Life.